# Kasnyik Márton
Kasnyik Márton (Budapest, 1984 –) magyar újságíró, a G7 gazdasági portál újságírója, korábbi főszerkesztője.

## Életrajz

### Tanulmányok
2002 és 2008 között a Budapesti Corvinus Egyetem nemzetközi kapcsolatok képzésen tanult, a Társadalomelméleti Kollégiumnak volt a tagja. A nemzetközi fejlesztési- és az államépítési elmélet kritikája, alternatívái a kutatási területe. Emellett szociológia-antropológia diplomával rendelkezik.

### Munkássága
2009 és 2013 között a Napi Gazdaság szerkesztője, majd 2013 és 2014 között az Index újságírója volt. 2014-től 2017 augusztusának végéig a 444 újságírója. 2017 őszén első főszerkesztője lett a 24.hu mellékleteként indult G7 gazdasági szakportálnak.
2017-ben jelent meg A Quaestor-ügy című könyve az Athenaeum Kiadó gondozásában.

## Elismerések
2017-ben Gőbölyös Soma-díjat kapott a Questor-botrányról szóló cikksorozatáért.

## Könyvei
- Kasnyik Márton: A Quaestor-ügy. (hely nélkül): Athenaeum Kiadó. 2017.   208. o. ISBN 9789632936772